# Leptura barkamica
Leptura barkamica är en skalbaggsart som beskrevs av Holzschuh 1998. Leptura barkamica ingår i släktet Leptura och familjen långhorningar. Inga underarter finns listade i Catalogue of Life.